# Partido judicial de Llerena
El partido judicial de Llerena  es el partido judicial n.º 3 de la provincia de Badajoz y uno de los catorce partidos judiciales tradicionales, de la provincia de Badajoz en la comunidad autónoma  de Extremadura (España). Constituido a principios del siglo XIX con 10 municipios.

## Geografía
Está situado al sureste de la provincia. 
| Noroeste: Castuera           | Norte: Castuera y Mérida | Noreste: Almendralejo      |
| Oeste: Almendralejo y Fuente |                          | Este: Córdoba              |
| Suroeste: Fuente             | Sur: Sevilla             | Sureste: Sevilla y Córdoba |

En el año 1834 los 20 municipios contaban con 7679 hogares y 26572 habitantes y todos están incluidos en la comarca de Campiña Sur:
- Ahillones
- Azuaga
- Berlanga
- Campillo de Llerena
- Cardenchosa (Azuaga)
- Casas de Reina
- Fuente del Arco
- Granja de Torre-Hermosa
- Higuera de Llerena
- Llera

## Partido Judicial
A principios del siglo XXI es el partido número 3 de la provincia agrupando  veinte municipios.
- Ahillones
- Azuaga
- Berlanga
- Campillo de Llerena
- Casas de Reina
- Fuente del Arco
- Granja de Torrehermosa
- Higuera de Llerena
- Llera
- Llerena
- Maguilla
- Malcocinado
- Puebla del Maestre
- Reina
- Retamal de Llerena
- Trasierra
- Usagre
- Valencia de las Torres
- Valverde de Llerena
- Villagarcía de la Torre

Tanto Puebla del Maestre como Usagre provienen del desaparecido Partido judicial de Fuente de Cantos.